# Jan Pascale
Jan Pascale (* im 20. Jahrhundert) ist eine Szenenbildnerin.

## Leben
Pascale begann ihre Karriere im Filmstab 1982 als Malerin bei der Stephen-King-Literaturverfilmung Creepshow von George A. Romero. Ab Mitte der 1980er Jahre arbeitete sie als Szenenbildnerin. Zu ihren frühen Filmen zählen Die Geschichte der Dienerin und Forever Young. Später arbeitete sie unter anderem an Syriana und Argo. Neben ihrer Tätigkeit beim Film war Jan Pascale gelegentlich auch für das Fernsehen tätig, zum Beispiel bei den Fernsehserien Geschichten aus der Gruft und Boston Public. Für letztere Serie gewann sie 2001 den Primetime Emmy.
Für George Clooneys Filmdrama Good Night, and Good Luck war sie gemeinsam mit James D. Bissell 2006 für den Oscar in der Kategorie bestes Szenenbild nominiert, die Auszeichnung ging in diesem Jahr jedoch an Die Geisha. Pascale war zwischen 2009 und 2016 drei Mal für den „Excellence in Production Design Award“ der Art Directors Guild nominiert, konnte den Preis jedoch nicht gewinnen.

## Filmografie (Auswahl)
- 1985: Zombie 2 (Day of the Dead)
- 1990: Die Geschichte der Dienerin (The Handmaid’s Tale)
- 1992: Forever Young
- 1993: Stephen Kings Stark (The Dark Half)
- 1993: Arizona Dream
- 1993: Tödliche Sucht (Blind Spot, Fernsehfilm)
- 1995: Dracula – Tot aber glücklich (Dracula: Dead and Loving it)
- 1997: Beverly Hills Ninja – Die Kampfwurst (Beverly Hills Ninja)
- 1997: Mad City
- 1999: Meyer Lansky – Amerikanisches Roulette (Lansky)
- 2000: Die Flintstones in Viva Rock Vegas (The Flintstones in Viva Rock Vegas)
- 2001: Training Day
- 2003: State of Mind (The United States of Leland)
- 2003: Hollywood Cops (Hollywood Homicide)
- 2004: Anchorman – Die Legende von Ron Burgundy (Anchorman: The Legend of Ron Burgundy)
- 2005: Fußballfieber – Elfmeter für Daddy (Kicking & Screaming)
- 2005: Good Night, and Good Luck.
- 2005: Syriana
- 2008: Die Geheimnisse der Spiderwicks (The Spiderwick Chronicles)
- 2008: Ein verlockendes Spiel (Leatherheads)
- 2008: Mein Schatz, unsere Familie und ich (Four Christmases)
- 2010: Du schon wieder (You Again)
- 2010: Faster
- 2011: Kill the Boss (Horrible Bosses)
- 2012: Argo
- 2013: Anchorman – Die Legende kehrt zurück (Anchorman 2: The Legend Continues)
- 2013: Prakti.com (The Internship)
- 2014: Kill the Boss 2 (Horrible Bosses 2)
- 2015: Sicario
- 2015: Daddy’s Home – Ein Vater zu viel (Daddy’s Home)
- 2016: Der lange Weg (All the Way, Fernsehfilm)
- 2016: Die Insel der besonderen Kinder (Miss Peregrine’s Home for Peculiar Children)
- 2016: Why Him?
- 2017: Suburbicon
- 2018: Vice – Der zweite Mann (Vice)
- 2019: Die Kunst des toten Mannes (Velvet Buzzsaw)
- 2020: Mank
- 2022: Top Gun: Maverick
- 2022: Obi-Wan Kenobi (Miniserie, 6 Episoden)
- 2023: Air: Der große Wurf (Air)
- 2023: Candy Cane Lane – Eine Weihnachtsgeschichte (Candy Cane Lane)

## Auszeichnungen
- 2006: Oscar-Nominierung in der Kategorie bestes Szenenbild für Good Night, and Good Luck.
- 2021: Oscar in der Kategorie bestes Szenenbild für Mank